# Transtillaspis
Transtillaspis is een geslacht van vlinders van de familie bladrollers (Tortricidae), uit de onderfamilie Tortricinae.

## Soorten
- T. baea Razowski, 1987
- T. bascanion Razowski, 1987
- T. batoidea Razowski, 1987
- T. bebela Razowski, 1987
- T. blechra Razowski, 1987
- T. brachistocera Razowski, 1987
- T. brandinojuxta Razowski, 1987
- T. hedychnium Razowski, 1991